# Diniz Nunes
Diniz Nogueira Nunes é um engenheiro mecânico brasileiro que tornou-se notório após ganhar, em 2006, o Campeonato Mundial de Aviões de Papel (categoria: tempo de voo).

## Resultados
- 2006 - Campeão Campeonato Mundial de Aviões de Papel (categoria: tempo de voo)
- 2009 - 5o lugar Campeonato Mundial de Aviões de Papel (categoria: tempo de voo)[2]